# The Night (Frankie Valli and the Four Seasons)
"The Night" is een nummer van Frankie Valli en The Four Seasons dat oorspronkelijk uitkwam in 1972. Hoewel het bij de eerste release niet in de hitlijsten terechtkwam, werd het een populair nummer in het northern soul-circuit, wat leidde tot een succesvolle heruitgave in het Verenigd Koninkrijk in het voorjaar van 1975, toen het nummer 7 bereikte in de officiële hitlijst.
Het nummer laat zien hoe Frankie Valli een meisje dat hij bewondert smeekt om de avances van een andere man te weerstaan. Op de albumversie zingt de groep de eerste twee regels "Beware of his promise, believe what I say" voordat Valli invalt. Op de originele Amerikaanse singleversie zingt Valli die eerste twee regels, de Britse versie uit 1975 bevat de albumversie.
Valli noemde dit nummer als voorbeeld van een nummer dat bij de eerste release een grote hit had moeten worden, maar niet in de hitlijsten terechtkwam vanwege slechte promotie door het MoWest-label.
Het nummer werd gecoverd door Lene Lovich in 1979, door Intastella in 1995, door Soft Cell in 2002 ("The Night" zou hun tweede single worden in 1981, maar in plaats daarvan kozen ze voor "Tainted Love") en door Klaxons in 2007. Pulp nam een versie live op in Parijs voor een Black Session van de Franse radiozender Inter op 17 november 1992.
Het nummer wordt beschouwd als een "Northern Soul"-klassieker vanwege de zware basproductie en sterke beat, en vanwege het feit dat het commercieel gezien geen succes was. Far Out-criticus Tom Taylor noemde het nummer #90 meest onderschatte nummer van de jaren 70 en zei dat het "een van de beste basgeluiden heeft die je ooit zult horen" en dat "de sociale clubgevoelens worden omarmd in een nummer dat de clubscene op unieke wijze combineert met een soort proto-hiphopproductie."